# Йоганнес Флюгге
Йоганнес Флюгге (нім. Johannes Flüggé або нім. Johannes Flueggé, 22 червня 1775 — 28 червня 1816) — німецький ботанік та лікар.

## Біографія
Йоганнес Флюгге народився у Гамбурзі 22 червня 1775 року.
Флюгге вивчав медицину та природну історію у Єнському університеті імені Фрідріха Шиллера, Віденському університеті та Геттінгенському університеті. У 1800 році він здобув докторський ступінь у Університеті Ерлангена-Нюрнберга. Згодом Йоганнес Флюгге провів ботанічні експедиції по всій Німеччині та Франції. У 1810 році Флюгге створив перший ботанічний сад у Гамбурзі; в цьому ж році він опублікував монографію Graminum monographiae. Йоганнес Флюгге займався вивченням рослин роду Paspalum.
Йоганнес Флюгге помер 28 червня 1816 року.

## Наукова діяльність
Йоганнес Флюгге спеціалізувався на насіннєвих рослинах.

## Публікації
- Paspalum Fluegge, Gram. Monog.: 53 (1810).
- Graminum monographiae[4].

## Почесті
Рід рослин Flueggea Willd. був названий на його честь.